# Synagoge (Westerburg)

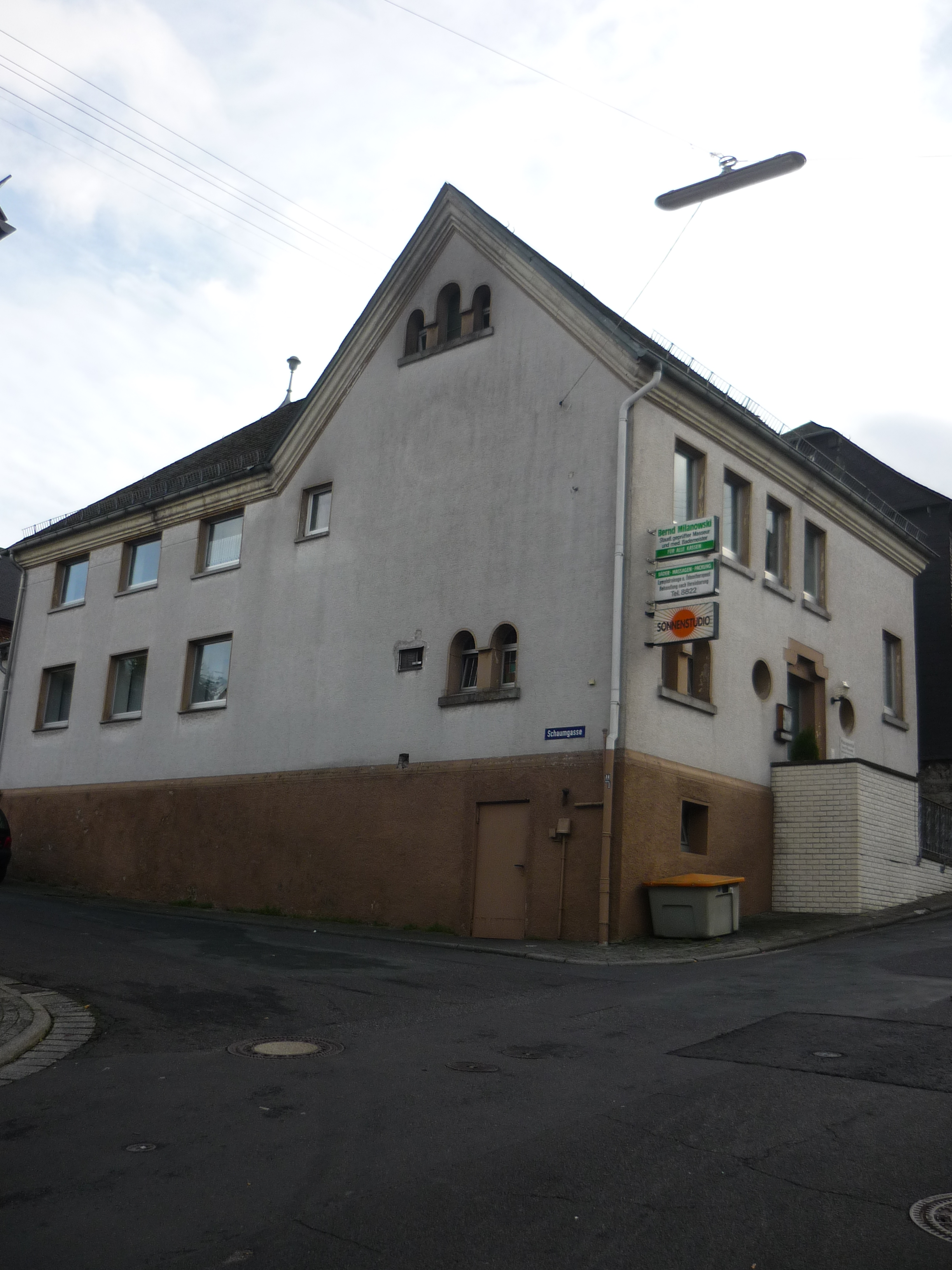
Ehemalige Synagoge in Westerburg

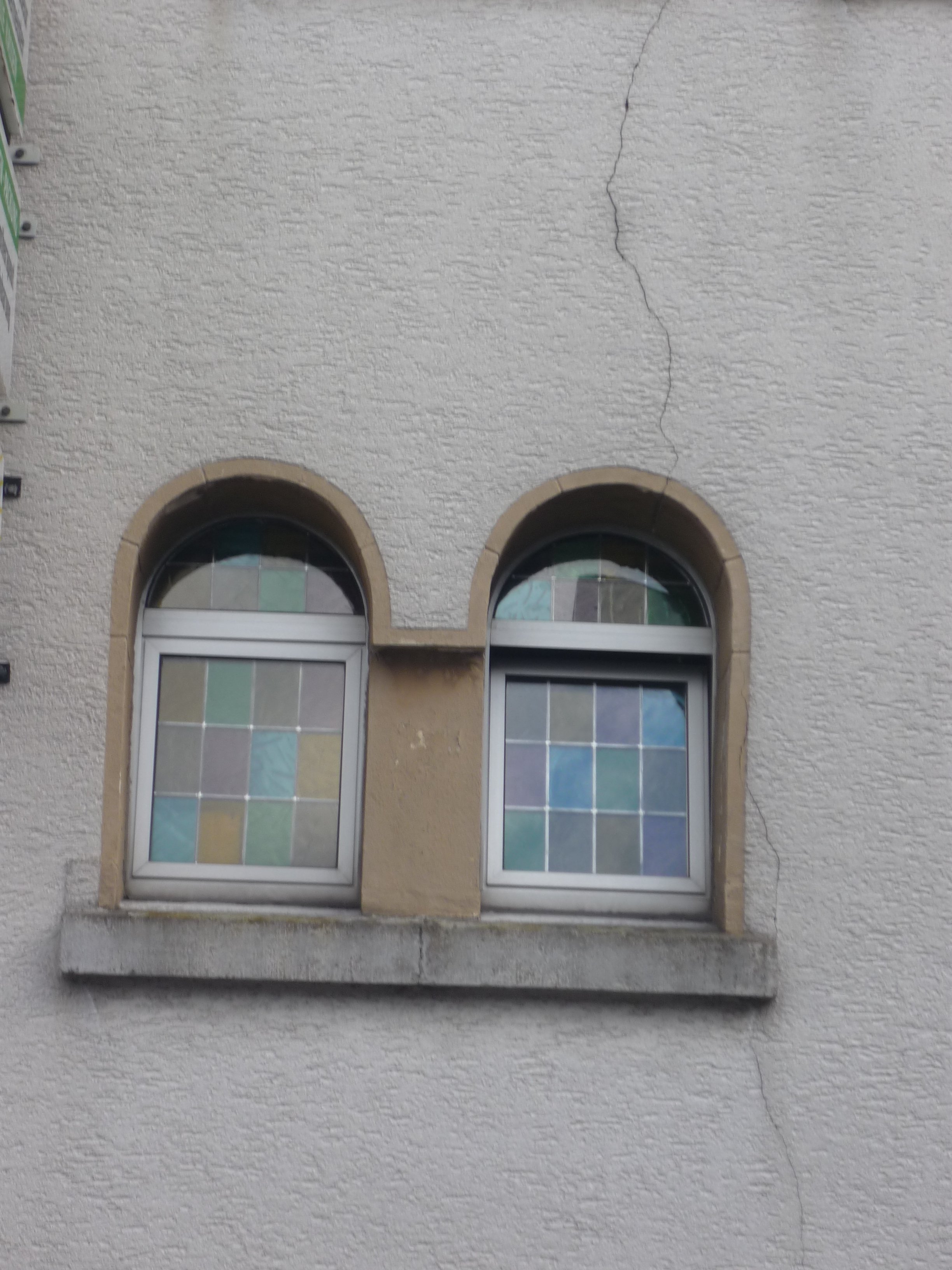
Zwillingsfenster der ehemaligen Synagoge in Westerburg

Die Synagoge in Westerburg, einer Stadt im Westerwaldkreis in Rheinland-Pfalz, wurde 1910 erbaut und befindet sich in der Wilhelmstraße 4 / Schaumgasse.

## Geschichte
Die jüdische Gemeinde hatte zunächst einen Betsaal in einem jüdischen Privathaus, bis dann eine Synagoge gebaut wurde. Diese wurde spätestens 1824 eingeweiht und besaß 53 Plätze für Männer, 34 für Frauen.  
Da Anfang des 20. Jahrhunderts die Synagoge baufällig war, entschloss sich die jüdische Gemeinde Westerburg an gleicher Stelle einen Neubau zu errichten. 1910 wurde die neue Synagoge durch den Bezirksrabbiner Landau aus Weilburg eingeweiht.

## Nationalsozialistische Verfolgung
Beim Novemberpogrom 1938 wurden die Fenster und die Inneneinrichtung der Synagoge zerstört. Die jüdische Gemeinde wurde gezwungen, die Reparaturen auf ihre Kosten zu veranlassen, und musste am 25. März 1939 die Synagoge an die Stadt Westerburg verkaufen. 

## Heutiger Zustand
Das Gebäude wurde nach 1945 an Privatleute verkauft und von diesen zu einem Wohnhaus umgebaut. Die Rundbogenfenster und die Okuli links und rechts neben dem Eingang erinnern noch an die Vergangenheit des Gebäudes.